# Liste der Mitglieder der National Academy of Sciences/1999
Im Jahr 1999 wählte die National Academy of Sciences der Vereinigten Staaten 75 Personen zu ihren Mitgliedern.

## Neugewählte Mitglieder
- John R. Anderson
- Mary T. K. Arroyo
- Richard A. Askey
- Robert H. Austin
- Bernard M. Babior (1935–2004)
- William A. Bardeen
- Marlene Belfort
- Elwyn Berlekamp (1940–2019)
- Michael J. Berridge (1938–2020)
- Robert L. Carneiro (1927–2020)
- Joanne Chory (1955–2024)
- James E. Cleaver
- John M. Coffin
- William F. DeGrado
- Charles H. DePuy (1927–2013)
- Robert Desimone
- Patricia K. Donahoe
- Joseph Felsenstein
- Stephen E. Fienberg (1942–2016)
- Paul A. Fleury
- Howard M. Grey (1932–2019)
- Richard S. Hamilton
- Bruce D. Hammock
- Thomas J. Hanratty (1926–2016)
- Lars Peter Hansen
- Wick C. Haxton
- Ralph F. Hirschmann (1922–2009)
- Albrecht W. Hofmann
- Tim Hunt
- Louis J. Ignarro
- Vaughan F. Jones (1952–2020)
- C. Ronald Kahn
- Arthur Karlin
- Margaret G. Kivelson
- Arthur Landy
- Ramon Latorre
- Raphael D. Levine
- Douglas K. Lilly (1929–2018)
- Steven E. Lindow
- Akinlawon Mabogunje (1931–2022)
- Enid MacRobbie
- Dusa McDuff
- J. Richard McIntosh
- Michael M. Merzenich
- Janice M. Miller
- James A. Mirrlees
- Cherry A. Murray
- Satoshi Omura
- Thomas D. Petes
- Michael E. Phelps
- Tom L. Phillips (1931–2018)
- Robert O. Pohl
- David E. Pritchard
- Ronald F. Probstein (1928–2021)
- Jeffrey W. Roberts
- Vladimir Rokhlin
- Erkki Ruoslahti
- Francisco Mauro Salzano (1928–2018)
- Richard J. Saykally
- Barbara A. Schaal
- Matthew P. Scott
- Kerry Sieh
- Louis Siminovitch (1920–2021)
- Iakov G. Sinai
- Brian Skyrms
- Norman H. Sleep
- Elizabeth S. Spelke
- Horst L. Störmer
- Kenneth W. Wachter
- David Walker
- Martin G. Weigert
- William J. Welch
- James A. Wells
- James E. Womack
- Yasuyuki Yamada